# Ludovico Martelli
Ludovico Martelli S.p.A. è un'azienda italiana fondata nel 1908 da Ludovico Martelli a Firenze per poi avere la sede principale a Caldine (Fiesole). Specializzata nel settore della cosmesi, dalla rasatura all'igiene orale sino alla dermocosmesi, ha una decina di marchi tra cui Proraso, Marvis, Kaloderma e Oxy.

## Storia
Nel 1948 vengono lanciati sul mercato i prodotti Proraso, marchio di punta dell'azienda, dopo la presentazione al Mipel di Milano: la crema Pre e Dopo Barba.
Il primo mercato, per il brand toscano, è rappresentato dall'Italia, seguito dagli USA, il resto d'Europa, il Canada e l'Australia.
Nell'aprile 2018 l'azienda, presente da quattro generazioni, rileva il sapone liquido Sapone del Mugello. Otto mesi più tardi, nel dicembre 2018, la società acquisisce i saponi da toilette Valobra, lo storico marchio fondato a Genova nel 1903.
Nell'ottobre 2019 entra nel gruppo con il 30% del capitale Nuo Capital, holding d'investimento di Hong Kong della famiglia di imprenditori Pao Cheng.

## Marchi
I marchi del gruppo:
- Adorn
- Proraso
- Erbaviva
- Floïd
- Kaloderma
- Prokrin
- Schultz
- Batist
- Oxy
- Sul Filo Del Rasoio
- Marvis
- Just For Men
- Tenax
- Sapone del Mugello
- Valobra